# Qingxiusaurus
Qingxiusaurus youjiangensis
Genre
Espèce
Qingxiusaurus est un genre éteint de dinosaures sauropodes, un titanosaure du Crétacé supérieur, découvert dans la région autonome de Chine du Guangxi.
C'est un dinosaure herbivore quadrupède avec un long cou portant une toute petite tête et une longue queue, comme les autres sauropodes.
L'espèce type et seule espèce, Qingxiusaurus youjiangensis, a été décrite par Mo Jin-You, Huang Chuo-Lin, Zhao Zhong-Ru, Wang Wei et Xu Xin en 2008.

## Découverte
L'holotype découvert en 1991, est composé de deux humérus, deux os du sternum ainsi que l'épine neurale d'une vertèbre.

## Paléoécologie
Il vivait en même temps que l'hadrosauridé Nanningosaurus dashiensis retrouvé sur le même site fossilifère.